# Château de la Cantaudière
Le château de la Cantaudière est un château situé sur la commune de Moutiers-les-Mauxfaits, dans le canton de Mareuil-sur-Lay-Dissais en Vendée.

## Historique
Le château, érigé au XVIe siècle, est partiellement classé (façades, toitures, cheminée) au titre des monuments historiques en 1978.